# Plagiomimicus pityochromus
Plagiomimicus pityochromus är en fjärilsart som beskrevs av Augustus Radcliffe Grote 1873. Plagiomimicus pityochromus ingår i släktet Plagiomimicus och familjen nattflyn. Inga underarter finns listade i Catalogue of Life.